# Zalucicea, Colomeea
Zalucicea (în ucraineană Залуччя) este un sat în comuna Debeslavți din raionul Colomeea, regiunea Ivano-Frankivsk, Ucraina.

## Demografie
Componența lingvistică a localității Zalucicea
     Ucraineană (98,84%)
     Rusă (1,16%)
Conform recensământului din 2001, majoritatea populației localității Zalucicea era vorbitoare de ucraineană (98,84%), existând în minoritate și vorbitori de rusă (1,16%).